# María Galli
María Felicia Antonia Galli Bagutti (Montevideo, 13 de junio de 1872 - Ib., 2 de noviembre de 1960) fue una pianista, compositora y docente de música suizo-uruguaya.

## Biografía

### Primeros años
Galli nació en Montevideo el 13 de junio de 1872, hija de los suizos Galli Agustoni y Aurora Bagutti Bagutti que estaban radicados en Uruguay. El 15 de agosto de ese año fue bautizada en la Catedral metropolitana de Montevideo. Hacia 1875 sus padres se trasladaron a Suiza, donde nacieron sus hermanos, Rafael en 1878, los mellizos Carlos y Luisa en 1881 y Félix en 1883. Sus estudios musicales comenzaron en la capital suiza en el conservatorio dirigido por el compositor, conductor y violinista Friedrich Hegar. Su docente de composición fue Lothar Kempier mientras que en piano y órgano, fue instruida por Walter Lang y Lutz, respectivamente.
Se trasladó a Italia, país en el cual llevó a cabo un curso de perfeccionamiento en Milán, donde la tuvieron a su cargo Luigi Nappelli en composición y Giuseppe Frugatta en piano. Posteriormente, la Real Academia Filarmónicade Bolonia le otorgó el título de "socio honorario", así como el "magisterio de la clase de los pianistas". A esta importante formación musical, se sumó el aprendizaje de los idiomas francés, inglés, italiano y alemán. En esta época previa a su regreso a Uruguay, brindó numerosos conciertos. En Lugano, su obra "Himno Triunfal" le valió obtener el primer premio entre un grupo de sesenta compositores.

### Regreso a Uruguay

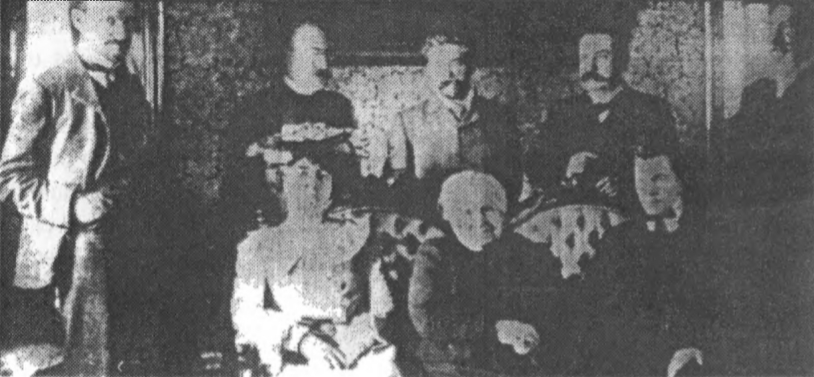
Fotografía tomada en la casa de la hija de Juan Antonio Lavalleja, el 15 de octubre de 1902, en el marco de la inauguración del monumento al prócer de la independencia uruguaya. Sentados de izquierda a derercha: María Galli, Ana Lavalleja de Landivar, Raúl Montero Bustamante. De pie de izquierda a derecha: Juan Manuel Ferrari, José Sienra Carranza, Juan Zorrilla de San Martín, Horacio Albistur y Federico Canfield.

Junto a su familia, regresó a Uruguay hacia el año 1900, radicándose en una vivienda ubicada en la calle Juncal n°135 (hoy n° 1395) de la Ciudad Vieja. En 1902 tuvo lugar una serie de conmemoraciones en honor al prócer de la independencia uruguaya Juan Antonio Lavalleja. En este contexto se inauguró el primer monumento de bronce a Lavalleja, en Minas, en unos festejos dirigidos por los maestros Avelino Baños, Vicente Pablo y Manuel Fació. Además de la inauguración de dicha obra, creación del escultor Juan Manuel Ferrari, se llevó adelante un concurso musical y uno literario, en los cuales resultaron galardonados respectivamente, María Galli por su obra “Marcha a Lavalleja" y el escritor Raúl Montero Bustamante. Este concurso fue presidido por el organista y compositor Carmelo Calvo, quien otorgó el premio a Galli entre doce participantes. Esta fue la primera vez que un reconocimiento de este tipo fue recibido por una compositora uruguaya.

### Pianista y compositora
Con sede en el Teatro Victoria Hall se fundó, el 5 de agosto de 1904 el "Conservatorio Musical de Montevideo". En esta primera época, sus directores fueron el compositor Eduardo Fabini y el maestro Virgilio Scarabelli, mientras que Avelino Baños se ocupó de la subdirección de la institución. Por su parte, la responsabilidad de ejercer la cátedra de piano, recayó en María
Galli y Catalina Debernardis de Scarabelli.
Su obra para orquesta de cuerdas, titulada "Gavota" se estrenó en diciembre de 1904 y contó con la dirección de Virgilio Scarabelli. Paralelamente a su labor como compositora, se presentó en muchas oportunidades como solista al piano o integrando un trío con ese instrumento junto a Eduardo Fabini en violín y Avelino Baños en violonchelo. Su obra para orquesta, "Lontananza" se estrenó en 1907 y años después fue transcripta para piano. El 11 de junio de 1912, el maestro y compositor Luis Sambucetti quien dirigía la Orquesta Nacional, estrenó en público las composiciones de Galli tituladas "Nórdica" y "Toccata" y "Chanson triste". Al año siguiente Sambucetti con la misma orquesta, ejecutó en primera audición su obra "Marcha Nupcial", además de reponer, con gran aceptación de público y crítica, la obra "Lontananza".
Recorrió varias ciudades europeas a partir de 1920, como Londres, Milán, París y Ginebra. En esta última, recibió educación musical en la escuela de piano del profesor Glaubert. En Berna, en el marco de la fiesta nacional suiza, se estrenaron el 1° de agosto de 1924, sus obras “Lontanaza” y “Toccata”, las cuales contaron con la dirección de Caligaris. Al año siguiente retornó a Uruguay y en enero de 1926, Luis Sambucetti repuso varias de las obras de la compositora, dirigiendo la Orquesta Nacional.
El 28 de setiembre de 1929 se presentó la obra "Victoire" de mano del maestro Vicente Pablo dirigiendo la Sociedad Orquestal del Uruguay. Tiempo más tarde, Galli fundó su propio conservatorio, llamado "Escuela Moderna de Piano", ubicado en la calle Colonia n°1217. Allí la música puso en práctica la educación recibida en Europa y plasmó su propio método de enseñanza para piano en un texto titulado "El Mentor Pianístico", que quedó inédito.

### Últimos años
No tuvo hijos y redactó su testamento el 21 de mayo de 1957, en el cual dejó sus posesiones a sus alumnos María del Carmen y Luis Eduardo Garicoits, quienes la cuidaron hasta el día de su muerte.

## Obras
El musicólogo y pianista Julio César Huertas identificó una serie de más de 50 obras compuestas por la autora, entre sus músicas sinfónicas, para bandas, para piano, canto y piano y violín y piano, así como una ópera nunca estrenada cuyo autor del libreto es desconocido.
| Nombre                                                | Tipo de obra               | Lugar de estreno                                   | Fecha de estreno        | Interpretación                                              | Notas                                                       |  |
| "Edelweiss" (opera en un acto y cuatro cuadros)       | Música escénica            | Sin estrenar                                       | Sin estrenar            |                                                             |                                                             |  |
| "Toccata n°1"                                         | Música sinfónica           | Teatro Solís                                       | 11 de junio de 1912     | Orquesta Nacional dirigida por Luis Sambucetti              |                                                             |  |
| "Tocata n°2"                                          | Música sinfónica           | Estrenada                                          | Estrenada               |                                                             |                                                             |  |
| "Lontananza" (romanza sin palabras)                   | Música sinfónica           | Victoria Hall. Conservatorio Musical de Montevideo | 30 de diciembre de 1907 | Dirección de Virgilio Scarabelli                            |                                                             |  |
| "Nórdica"                                             | Música sinfónica           | Teatro Solís                                       | 11 de junio de 1912     | Orquesta Nacional dirigida por Luis Sambucetti              |                                                             |  |
| "Chanson Triste"                                      | Música sinfónica           | Teatro Solís                                       | 11 de junio de 1912     | Orquesta Nacional dirigida por Luis Sambucetti              |                                                             |  |
| "Marcha Nupcial"                                      | Música sinfónica           | Teatro Politeama                                   | 25 de mayo de 1913      | Orquesta Nacional dirigida por Luis Sambucetti              |                                                             |  |
| "Victoire"                                            | Música sinfónica           | Soc. Orquestal del Uruguay                         | 28 de setiembre de 1929 | Dirección de Vicente Pablo                                  |                                                             |  |
| "Vals Capricho"                                       | Música sinfónica           | Victoria Hall. Conservatorio Musical de Montevideo | 2 de agosto de 1911     | Dirección de Virgilio Scarabelli                            |                                                             |  |
| "Regence" (gavota)                                    | Música sinfónica           | Victoria Hall. Conservatorio Musical de Montevideo | diciembre de 1904       | Dirección de Virgilio Scarabelli                            |                                                             |  |
| "Marcha a Lavalleja"                                  | Música sinfónica           | Minas (Lavalleja)                                  | octubre de 1902         |                                                             | premiada                                                    |  |
| "Himno Triunfal"                                      | Música sinfónica           | Lugano (Suiza)                                     |                         |                                                             | premiada                                                    |  |
| "Divertissement"                                      | Música sinfónica           | Estrenada                                          | Estrenada               |                                                             |                                                             |  |
| "Suite Amoureuse" (integrado por 4 danzas)            | Música sinfónica           | Estrenada                                          | Estrenada               |                                                             |                                                             |  |
| "Marcha a Lavalleja"                                  | Música para banda          | Estrenada                                          | Estrenada               |                                                             | Banda Municipal de Montevideo dirigida por Aquiles Gubitosi |  |
| "Himno triunfal"                                      | Música para banda          | Estrenada                                          | Estrenada               | Banda Municipal de Montevideo dirigida por Aquiles Gubitosi |                                                             |  |
| "Toccata n°1"                                         | Música para piano          | Estrenada                                          | Estrenada               |                                                             |                                                             |  |
| "Toccata n°2"                                         | Música para piano          | Estrenada                                          | Estrenada               |                                                             |                                                             |  |
| "Lontananza"                                          | Música para piano          | Estrenada                                          | Estrenada               |                                                             |                                                             |  |
| "Nórdica"                                             | Música para piano          | Estrenada                                          | Estrenada               |                                                             |                                                             |  |
| "Regente                                              | Música para piano          | Estrenada                                          | Estrenada               |                                                             |                                                             |  |
| "Sonata n°1 en fa menor"                              | Música para piano          | Estrenada                                          | Estrenada               |                                                             |                                                             |  |
| "Sonata n°2                                           | Música para piano          | Sin estrenar                                       | Sin estrenar            |                                                             |                                                             |  |
| "Sonata n°3"                                          | Música para piano          | Sin estrenar                                       | Sin estrenar            |                                                             |                                                             |  |
| "Sonata n°4"                                          | Música para piano          | Sin estrenar                                       | Sin estrenar            |                                                             |                                                             |  |
| "Inquietude"                                          | Música para piano          | Sin estrenar                                       | Sin estrenar            |                                                             |                                                             |  |
| "Libellule"                                           | Música para piano          | Estrenada                                          | Estrenada               |                                                             |                                                             |  |
| "Passage des bergers"                                 | Música para piano          | Estrenada                                          | Estrenada               |                                                             |                                                             |  |
| "Sur la plage" (etúde)                                | Música para piano          | Estrenada                                          | Estrenada               |                                                             |                                                             |  |
| "Invocation"                                          | Música para piano          | Sin estrenar                                       | Sin estrenar            |                                                             |                                                             |  |
| "Berceuse"                                            | Música para piano          | Sin estrenar                                       | Sin estrenar            |                                                             |                                                             |  |
| "Rossignol"                                           | Música para piano          | Sin estrenar                                       | Sin estrenar            |                                                             |                                                             |  |
| "Chanson triste"                                      | Música para piano          | Estrenada                                          | Estrenada               |                                                             |                                                             |  |
| "Suite Amoureuse"                                     | Música para piano          | Estrenada                                          | Estrenada               |                                                             |                                                             |  |
| "Divertissement"                                      | Música para piano          | Estrenada                                          | Estrenada               |                                                             |                                                             |  |
| "Festa"                                               | Música para piano          | Sin estrenar                                       | Sin estrenar            |                                                             |                                                             |  |
| "Capriccio"                                           | Música para piano          | Sin estrenar                                       | Sin estrenar            |                                                             |                                                             |  |
| "Minuetto Rococó"                                     | Música para piano          | Sin estrenar                                       | Sin estrenar            |                                                             |                                                             |  |
| "Furlana"                                             | Música para piano          | Estrenada                                          | Estrenada               |                                                             |                                                             |  |
| "Ilusión" (melodía)                                   | Música para piano          | Sin estrenar                                       | Sin estrenar            |                                                             |                                                             |  |
| "Grillo" (polka)                                      | Música para piano          | Sin estrenar                                       | Sin estrenar            |                                                             |                                                             |  |
| "Recuerdos de Andalucía" (mazurca)                    | Música para piano          | Estrenada                                          | Estrenada               |                                                             |                                                             |  |
| "Mazurca de Concierto"                                | Música para piano          | Sin estrenar                                       | Sin estrenar            |                                                             |                                                             |  |
| "Cinco bocetos uruguayos"                             | Música para piano          | Estrenada                                          | Estrenada               |                                                             |                                                             |  |
| "Seis valses boston"                                  | Música para piano          | Estrenada                                          | Estrenada               |                                                             |                                                             |  |
| "Perché" (romanza)                                    | Música para canto y piano  | Sin estrenar                                       | Sin estrenar            |                                                             |                                                             |  |
| "La tua stella" (romanza)                             | Música para canto y piano  | Sin estrenar                                       | Sin estrenar            |                                                             |                                                             |  |
| "Tramonto" (romanza)                                  | Música para canto y piano  | Sin estrenar                                       | Sin estrenar            |                                                             |                                                             |  |
| "Vergin Santa" (plegaria)                             | Música para canto y piano  | Sin estrenar                                       | Sin estrenar            |                                                             |                                                             |  |
| "La escuela" (coro a dos voces)                       | Música para canto y piano  | Sin estrenar                                       | Sin estrenar            |                                                             |                                                             |  |
| "Himno a la Educación Física" (texto de Fausto Pérez) | Música para canto y piano  | Estrenada                                          | Estrenada               |                                                             |                                                             |  |
| "Plegaria"                                            | Música para violín y piano | Sin estrenar                                       | Sin estrenar            |                                                             |                                                             |  |